# Flatwoods (Kentucky)
Flatwoods – miasto w Stanach Zjednoczonych, w stanie Kentucky, w hrabstwie Greenup. Według danych z 2016 roku miasto miało 7311 mieszkańców.